# Non è l'inferno
Non è l'inferno è un singolo della cantautrice italiana Emma, pubblicato il 15 febbraio 2012 come terzo estratto dalla riedizione del secondo album in studio Sarò libera.
La canzone è stata presentata in gara durante la 62º Festival di Sanremo, ottenendo la vittoria finale. Nel 2012 il brano è stato insignito della Targa nella Strada del Festival di Sanremo in Via Matteotti a Sanremo.

## Descrizione
Non è l'inferno è un brano che parla della difficile situazione economica e sociale italiana, a cui però il testo del brano guarda con ottimismo. La cantante in proposito spiega:
Kekko Silvestre, frontman dei Modà nonché autore del brano insieme a Luca Sala e Enrico Palmosi, ha dichiarato durante un'intervista concessa a TV Sorrisi e Canzoni prima sulla cantante e poi sul brano:

## Accoglienza
Il brano ha ricevuto recensioni generalmente negative da parte della critica musicale.
Marinella Venegon de La Stampa definisce il brano «un progetto filologico» con riferimenti musicali al «mondo Motown e degli echi nell’arte di Mina dei primi ‘60». Andrea Scanzi de Il Fatto Quotidiano scrive che la cantante presenti una «voce sguaiata» su di un brano con «strofe intrise di retorica “impegnata”» trovandolo un pretesto per «perennemente dimostrare al mondo che “non è solo quella della De Filippi”».
Veronica Valli di Fanpage.it ha apprezzato la versione in duetto con Alessandra Amoroso presentata nel corso della kermesse, scrivendo che «la doppia voce giova assolutamente all’interpretazione di questa canzone, che risulta davvero bella. Molto brave entrambe, si compenetrano alla grande».

## Video musicale
Il video, per la regia di Marco Salom, prodotto dalla Angel Film è stato reso disponibile sul canale ufficiale VEVO di Emma il 15 febbraio 2012.

## Tracce
Testi di Francesco Silvestre, musiche di Enrico Palmosi e Luca Sala.
1. Non è l'inferno – 3:48

## Successo commerciale
Il brano, entrato direttamente alla 1ª posizione della Top Singoli, viene prima certificato disco di platino per le oltre 30 000 vendite in digitale e nell'ottobre successivo, viene certificato multiplatino per le oltre 60 000 vendite in digitale. Non è l'inferno è stato il 6° brano più venduto nel primo semestre del 2012, nonché il 19° più venduto in tutto l'anno solare.
In Svizzera ha raggiunto come massima posizione la 19ª della Schweizer Hitparade, rimanendo in classifica per 3 settimane consecutive.

## Classifiche

### Classifiche settimanali
| Classifica (2012) | Posizione massima |
| ----------------- | ----------------- |
| Croazia           | 61                |
| Italia            | 1                 |
| Svizzera          | 19                |

### Classifiche di fine anno
| Classifica (2012) | Posizione |
| ----------------- | --------- |
| Italia            | 19        |